# Гранулација
Грануле на фотосфери Сунца су најмања правилна кретања Сунчеве материје. Уочавају се у самом централном делу Сунчевог диска. Налазе се у дубљим слојевима фотосфере одакле долазе брзином од 1 km/s. Гас се пење у централном делу грануле где је плазма топлија. Када дође до одређене висине, материја се прелива у околину и хлади и због тога рубови гранула су нешто тамнији од централног дела. Димензије гранула су око 1000 km. Ишчезну након десетак минута. Оне су топлије 400-500 Келвина од тамног међугрануларног простора. У њиховој унутрашњости налазе се филиграни.